# Пограничная умственная отсталость
Пограничная умственная отсталость — интеллектуальное состояние мозговой деятельности (по МКБ-8). Врождённая умственная недостаточность, при которой человек обладает когнитивными способностями ниже среднего (IQ 70—85), но дефицит не так серьёзен, как интеллектуальная недостаточность (IQ < 70).

## Обучаемость
В школьные годы у людей с пограничной умственной отсталостью часто плохая успеваемость.
Несмотря на то, что большая часть этой группы не заканчивает среднюю школу, большинство взрослых в этой группе сливаются с остальной частью населения.

## Дифференциальная диагностика
Согласно DSM-5, дифференциация пограничного интеллектуального функционирования и лёгкой умственной отсталости требует тщательной оценки адаптивных и интеллектуальных функций, особенно при наличии сопутствующих психических расстройств, которые могут повлиять на возможность диагностики пациента с помощью стандартизированного теста (например, синдрома дефицита внимания и гиперактивности (СДВГ), тяжёлой импульсивности или шизофрении).